# Барловенто
Барловенто (ісп. Barlovento) — муніципалітет в Іспанії, у складі автономної спільноти Канарські острови, у провінції Санта-Крус-де-Тенерифе, на острові Ла-Пальма. Населення — 2296 осіб (2010).
Муніципалітет розташований на відстані близько 1820 км на південний захід від Мадрида, 160 км на захід від Санта-Крус-де-Тенерифе.
На території муніципалітету розташовані такі населені пункти: (дані про населення за 2010 рік)
- Барловенто: 695 осіб
- Лас-Кабесадас: 417 осіб
- Ла-Куеста: 319 осіб
- Гальєгос: 318 осіб
- Ломо-Мачин: 323 особи
- Ла-Пальміта: 37 осіб
- Лас-Паредес: 103 особи
- Топасьєгас: 20 осіб
- Ла-Тоска: 64 особи

## Демографія
Динаміка населення (INE ):

## Галерея зображень

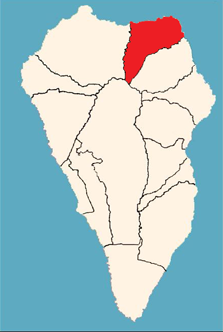
Розташування муніципалітету на острові Ла-Пальма
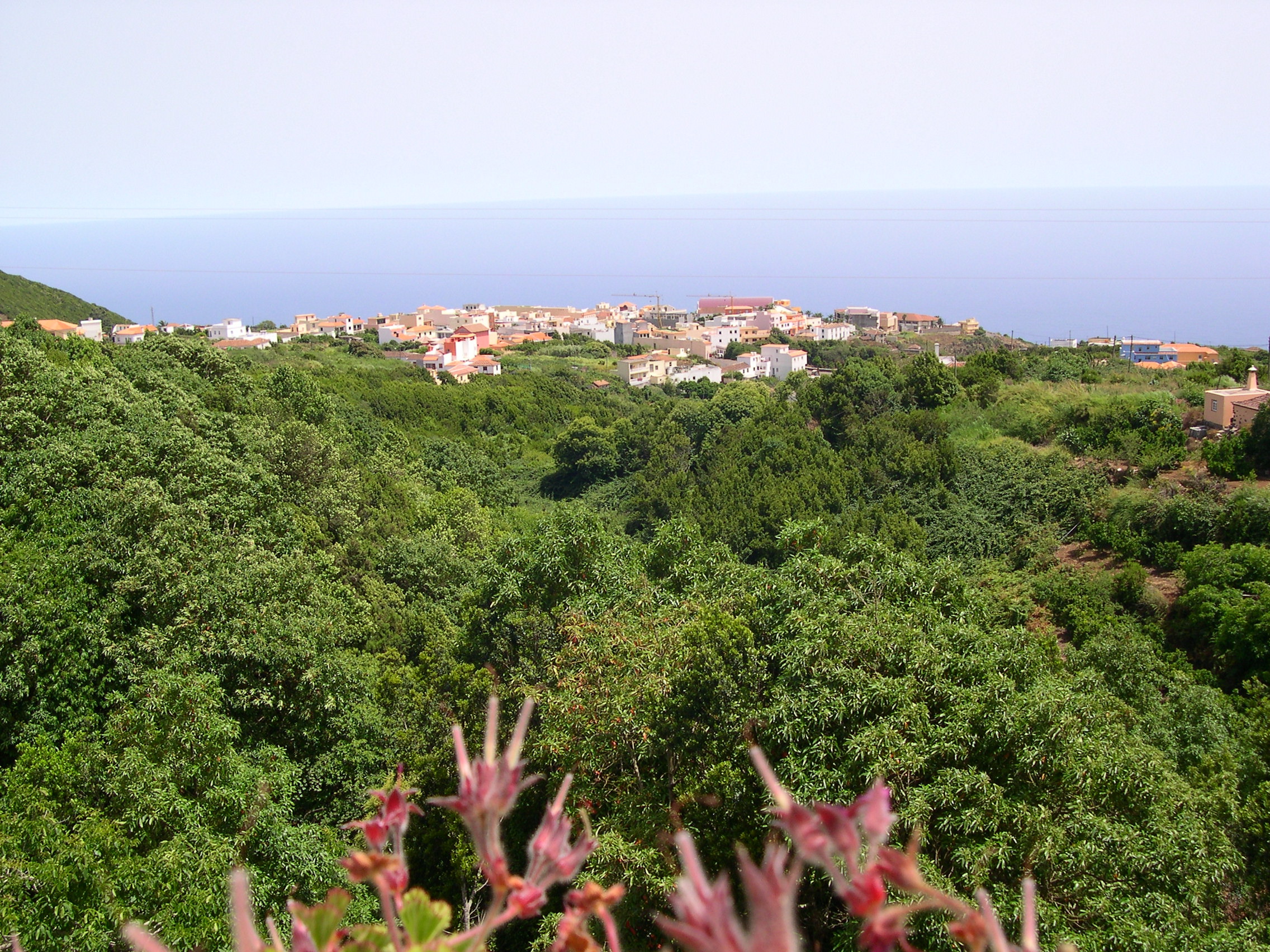
Панорама міста Барловенто